# ベルシート
ベルシート（イタリア語: Belsito）は、イタリア共和国カラブリア州コゼンツァ県にある、人口約900人の基礎自治体（コムーネ）。

## 地理

### 位置・広がり

#### 隣接コムーネ
隣接するコムーネは以下の通り。
- アルティーリア
- カルパンツァーノ
- マリート
- マルツィ
- パテルノ・カーラブロ